# Device (музичка група)
Девајс (енгл. Device) је хеви метал бенд који је основао Дејвид Дрејман, фронтмен групе Дистербд. Званично, једини члан бенда је, поред Дрејмана, Џино Ленардо, бивши гитариста групе Филтер. Њих двојица су започели рад на свом дебитантском албуму у јуну 2012, чији је излазак најављен за први квартал 2013.

## Историја
Након што је крајем 2011. група Дистербд привремено престала са радом, Дејвид Дрејман, фронтмен групе, оформио је у мају 2012. групу Девајс коју су чинили Дрејман и Џино Ленардо, бивши гитариста Филтера. Дрејман је желео да у звуку групе буде више електронских ефеката комбинованих са звуком индастријал метала и да све то подсећа на групе Најн инч нејлс или Министри, а не на дабстеп.
Бенд је започео са снимањима у јуну 2012. и већ 6. јуна завршио вокале за демо верзије пет песама. За сада су потврђени следећи називи песама: You Think You Know, Recover, Hunted, Vilify и War Of Lies.
У јануару 2013. Дрејман је најавио излазак првог албума за 9. април преко издавачке куће Warner Bros Records.

## Дискографија
- (2013)